# Riku Yamada
Riku Yamada (jap. 山田 陸, Yamada Riku; * 15. April 1998 in Tokio, Präfektur Tokio) ist ein japanischer Fußballspieler.

## Karriere
Riku Yamada erlernte das Fußballspielen in den Jugendmannschaften vom Yokogawa Musashino FC und Ōmiya Ardija. Seinen ersten Vertrag unterschrieb er 2017 bei seinem Jugendclub Ōmiya Ardija. Der Verein aus Saitama, einer Millionenstadt in der gleichnamigen Präfektur Saitama in der Kantō-Ebene, spielte in der höchsten Liga des Landes, der J1 League. Ende 2017 musste er mit dem Club den Weg in die Zweitklassigkeit antreten. Die Saison 2018 wurde er an den Drittligisten Iwate Grulla Morioka ausgeliehen. Mit dem Club aus Morioka absolvierte er zwanzig Spiele in der dritten Liga. Der ebenfalls in der dritten Liga spielende AC Nagano Parceiro aus Nagano lieh ihn die Saison 2019 aus. Für Nagano stand er 24-mal auf dem Spielfeld. Ventforet Kofu, ein Zweitligist aus Kōfu, lieh in die Saison 2020 aus. Für Ventforet absolvierte er 25 Zweitligaspiele. Nach der Ausleihe wurde er von Ventforet am 1. Februar 2021 fest unter Vertrag genommen. Am 15. Oktober 2022 stand er mit Kofu im Finale des japanischen Pokals, wo man im Elfmeterschießen den Erstligisten Sanfrecce Hiroshima besiegte. Im Januar 2023 schloss er sich dem Erstligisten Nagoya Grampus aus Nagoya an. Nach sechs Einsätzen in der ersten Liga wechselte er nach einer Spielzeit im Januar 2024 zum Zweitligisten V-Varen Nagasaki.

## Erfolge
Ventforet Kofu
- Japanischer Pokalsieger: 2022